# Стессель, Иван Матвеевич
Иван (Иоганн) Матвеевич Стессель (1779 — 29 апреля 1846) — российский генерал-лейтенант, Царскосельский комендант.

## Биография
Родился в 1779 году, сын секунд-майора Кексгольмского полка Матвея Антоновича Стесселя.
Всю свою строевую службу с 1795 по 1824 год провёл в Кексгольмском полку, в который его подпрапорщиком записал 7 августа 1783 года отец. 22 сентября 1795 года произведён в прапорщики.
Произведённый 26 октября 1806 года в майоры Стессель в принял участие в кампании против французов в Восточной Пруссии и 20 мая 1808 года за отличие в сражении под Фридландом был награждён орденом св. Георгия 4-й степени (№ 883 по кавалерскому списку Судравского и № 1975 по списку Григоровича — Степанова) и прусским орденом Pour le Mérite. Вслед за тем он находился в делах против шведов.
17 января 1811 года Стессель в чине майора был назначен командиром Кексгольмского гренадерского полка и 7 ноября 1811 года был произведён в подполковники.
Во главе Кексгольмского полка Стессель в 1812 году принимал участие в отражении нашествия Наполеона в Россию и в 1813 и 1814 годах находился в Заграничном походе, причём в 1813 году награждён прусским орденом Красного орла 3-й степени и 1 января 1814 года за отличие был произведён в полковники. 17 сентября 1814 года был награждён золотым оружием с надписью «За храбрость».
17 января 1820 года Стессель получил чин генерал-майора и 23 января 1824 года был назначен Царскосельским комендантом. 6 октября 1831 года произведён в генерал-лейтенанты.
Скончался 29 апреля 1846 года в Царском Селе, там же и похоронен на Казанском кладбище.

## Награды
Российской империи:
- Орден Святого Георгия 4-й степени (20 мая 1808) [2]
- Орден Святого Владимира 4-й степени с бантом (за Бородинское сражение)[1]
- Орден Святой Анны 2-й степени (3 июня 1813); алмазные украшения к ордену (1814)[3]
- Орден Святого Владимира 3-й степени (18 марта 1814)[4]
- Золотая шпага с надписью «За храбрость» (17 сентября 1814)[2]
- Орден Святой Анны 1-й степени (22 сентября 1830)[5]
- Орден Святого Владимира 2-й степени (13 февраля 1832)[6]
- Знак отличия за XLV лет беспорочной службы (1841)[7]
- Серебряная медаль «В память Отечественной войны 1812 года» (1813)[1]
- Бронзовая медаль «В память Отечественной войны 1812 года» (1814)[1]
- Медаль «За взятие Парижа» (1814)[1]

Иностранных государств:
- Орден «Pour le Mérite» (1807, королевство Пруссия)
- Орден Красного орла 3-й степени (1813, королевство Пруссия).

## Семья
Его дети:
- Михаил (полковник),
- Пётр (подполковник, кавалер ордена св. Георгия 4-й степени),
- Карл,
- Николай,
- Константин
- Александр.
- Елизавета

Комендант Порт-Артура генерал-лейтенант Анатолий Михайлович Стессель приходится Ивану Матвеевичу внуком.

## Увековечение памяти
- Нынешняя улица Красной Звезды в Пушкине в 1832—1918 годах носила название Стессельская.